# 알파-하이드록시카복실산

α-하이드록시카복실산, β-하이드록시카복실산, γ-하이드록시카복실산의 구조

알파-하이드록시카복실산(영어: alpha-hydroxycarboxylic acid) 또는 α-하이드록시카복실산(영어: α-hydroxy carboxylic acid)은 인접한 (α) 탄소에 하이드록실기 치환기가 있는 카복실산으로 구성된 화합물의 부류이다. 2-하이드록시카복실산(영어: 2-hydroxycarboxylic acid)이라고도 한다. α-하이드록시카복실산의 대표적인 예로는 글리콜산, 젖산, 만델산, 시트르산이 있다.
α-하이드록시카복실산은 대응하는 비α-하이드록시카복실산보다 강산이다. 이들의 증가된 산성도는 수소 결합에 기인한다.
α-하이드록시카복실산은 다양한 용도로 사용된다. α-하이드록시카복실산은 사료 첨가제 및 중합체의 단위체로 산업적으로 사용된다. α-하이드록시카복실산은 또한 화학적으로 각질을 제거하고 보습을 하기 위한 용도로 화장품에 일반적으로 사용된다.

## 산업적 활용

### 사료 첨가제
2-하이드록시-4-(메틸싸이오)뷰티르산은 동물 사료에서 메티오닌을 대체하기 위해 라세미 혼합물로 상업적으로 생산된다.

### 젖산 및 글리콜산 기반의 중합체
젖산과 젖산의 고리형 에스터인 락타이드는 폴리젖산(PLA)의 전구체이다. 폴리젖산은 생분해성 의료 임플란트, 약물 전달 시스템 및 봉합사로 사용할 수 있다.
글리콜산은 또한 압축 중합체 또는 폴리글리콜산(PGA)을 형성하는 데 사용될 수 있다. 이 중합체의 조밀한 특성은 높은 결정화도, 열 안정성 및 기계적 강도를 포함하여 바람직한 물리적 특성을 나타낸다. 폴리글리콜산은 때때로 바이오플라스틱으로 선전되지만 단위체는 천연의 글리콜산에서 얻는 것이 아니라 합성된 것이다, 폴리젖산과 마찬가지로 폴리글리콜산은 완전히 생분해되므로 일반 플라스틱보다 환경 친화적이다.

### 만델산 기반 중합체
또 다른 α-하이드록시카복실산인 만델산은 헬스 케어 분야에서 중요하다. 만델산을 황산으로 처리했을 때의 축합 생성물은 SAMMA이다. 실험실 테스트에서 SAMMA는 인간 면역결핍 바이러스(HIV) 및 단순포진 바이러스(HSV) 변종에 대해 항바이러스 특성을 갖는 것으로 밝혀졌다.

## 합성 및 반응
α-하이드록시카복실산은 유기 합성에서 유용한 빌딩 블록이다. 예를 들어 이들은 산화적 결합 절단을 통해 제조되는 알데하이드의 전구체이다. 이 부류의 화합물은 산업적 규모로 사용되며 글리콜산, 젖산, 시트르산 및 만델산을 포함한다. 이들은 일산화 탄소 외에 케톤/알데하이드 및 물을 제공하는 산 촉매 탈카보닐화에 민감하다.

### 가수분해 경로
흔히 쉽게 얻을 수 있는 α-할로카복실산은 가수분해되어 2-하이드록시카복실산을 생성한다. 글리콜산은 이러한 방식으로 생성된다. 반응은 일반적으로 염기로 처리된 다음 산으로 처리된다. 순 반응은 다음과 같다.
RCH(Cl)CO
2H  +  H
2O   →   RCH(OH)CO
2H +  HCl
불포화산과 에스터도 수화된다. 이러한 방식으로 푸마르산 및 말레산 에스터는 말산 유도체를 생성한다. 아크릴산은 3-하이드록시프로피온산을 생성한다.
α-하이드록시카복실산은 케톤 또는 알데하이드에 사이안화 수소를 첨가한 후 생성된 사이아노하이드린 생성물을 산성 가수분해하여 제조된다.
RCHO  +  HCN   →   RCH(OH)CN
RCH(OH)CN  +  2 H
2O   →   RCH(OH)CO
2H  +  NH
3

### 특수 경로
α-하이드록시카복실산은 또한 수성 워크업 후 이리튬화 카복실산(dilithiated carboxylic acid)과 산소 사이의 반응에 의해 생성된다.
RCHLiCO2Li + O2 → RCH(O2Li)CO2Li
RCH(O2Li)CO2Li +    H+ → RCH(OH)CO2H + 2 Li+ + ...
마지막으로 α-케토 알데하이드는 카니자로 반응을 거쳐 α-하이드록시카복실산을 생성할 수 있다.
RC(O)CHO + 2 OH− → RCH(OH)CO2− + H2O

## 생성
2-하이드록시-4-(메틸싸이오)뷰티르산은 천연 다이메틸 설파이드의 전구체인 3-다이메틸설포니오프로피오네이트의 생합성의 중간생성물이다.

## 안전
α-하이드록시카복실산은 일반적으로 권장 복용량을 사용하여 화장품으로 피부에 사용할 때 안전하다. 가장 흔한 부작용은 경미한 피부 자극 발적 벗겨짐이다. 미국 식품의약국(FDA)과 미국 화장품 원료 검토위원회 전문가 패널 모두 α-하이드록시카복실산이 저농도, pH 3.5 이상으로 판매되고 철저한 안전 지침이 포함되어 있는 한 사용하기에 안전하다고 제안한다.
미국 식품의약국(FDA)는 업계가 후원하는 연구에서 α-하이드록시카복실산이 일광 화상의 가능성을 증가시킬 수 있다는 사실을 발견한 후 α-하이드록시카복실산을 사용할 때 주의를 기울여야 한다고 소비자들에게 경고했다. 이 효과는 α-하이드록시카복실산의 사용을 중단하면 되돌릴 수 있다. 다른 출처에서는 특히 글리콜산이 햇빛으로 인한 손상으로부터 보호할 수 있다고 제안한다.

## 같이 보기
- β-하이드록시카복실산
- ω-하이드록시카복실산
- 하이드록시뷰티르산

## 더 읽을거리
- Atzori L, Brundu MA, Orru A, Biggio P (March 1999). “Glycolic acid peeling in the treatment of acne”. 《Journal of the European Academy of Dermatology and Venereology》 12 (2): 119–22. doi:10.1111/j.1468-3083.1999.tb01000.x. PMID 10343939. S2CID 9721678.
- “Alpha Hydroxy Acids for Skin Care”. 《Cosmetic Dermatology, Supplement》: 1–6. October 1994.
- Kalla G, Garg A, Kachhawa D (2001). “Chemical peeling--glycolic acid versus trichloroacetic acid in melasma”. 《Indian Journal of Dermatology, Venereology and Leprology》 67 (2): 82–4. PMID 17664715.
- Kempers S, Katz HI, Wildnauer R, Green B (June 1998). “An evaluation of the effect of an alpha hydroxy acid-blend skin cream in the cosmetic improvement of symptoms of moderate to severe xerosis, epidermolytic hyperkeratosis, and ichthyosis”. 《Cutis》 61 (6): 347–50. PMID 9640557.